# William Willoughby, 5. Baron Willoughby de Eresby

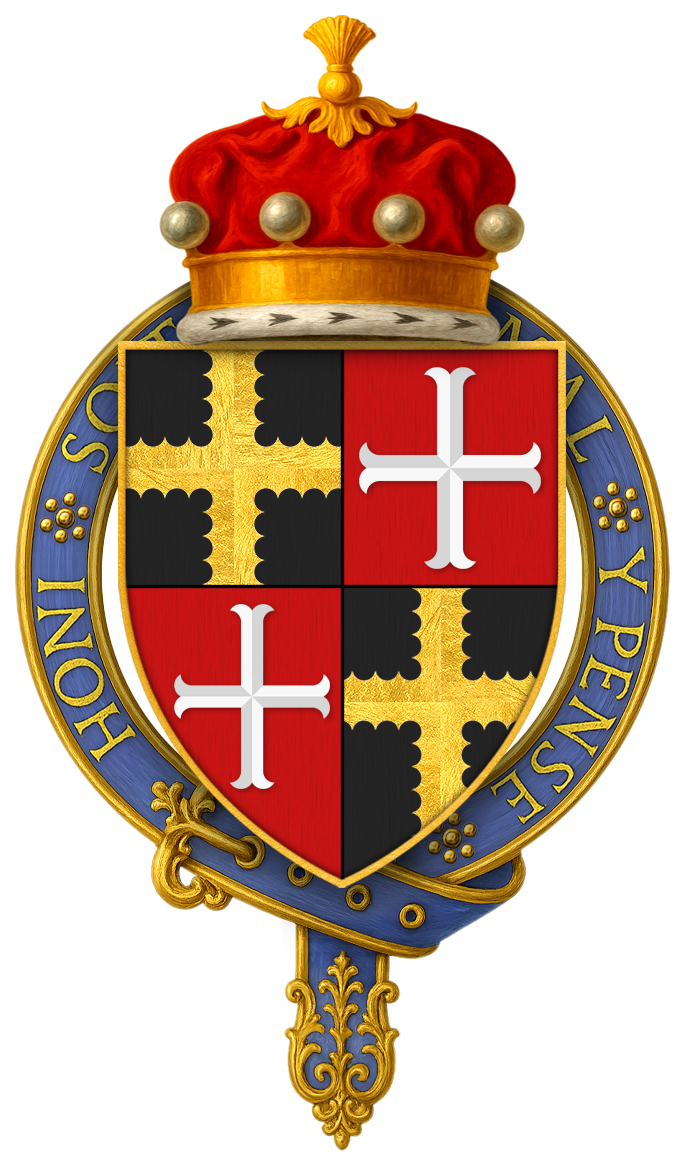
Wappen des William Willoughby, 5. Baron Willoughby de Eresby

William Willoughby, 5. Baron Willoughby de Eresby KG (* um 1370; † 4. Dezember 1409, beigesetzt in Spilsby) war ein englischer Adliger und Politiker.

## Leben
Er war der älteste Sohn des Robert Willoughby, 4. Baron Willoughby de Eresby aus dessen erster Ehe mit Alice Skipwith. Er beerbte seinen Vater am 9. August 1396 als 5. Baron Willoughby de Eresby.
Vor dem 23. August 1383 heiratete er in erster Ehe Lucy Lestrange, die Tochter des 5. Baron Strange of Knockin. Nach deren Tod, etwa 1398, heiratete er zwischen dem 1. August 1402 und dem 9. August 1404 Joan de Holand, die Tochter des Thomas Holland, 2. Earl of Kent, und Witwe des Edmund of Langley, 1. Duke of York.

## Politische Laufbahn
Aufgrund seines vom Vater ererbten Titels wurde er erstmals mit Writ of Summons vom 30. November 1396 zu den Sitzungen des Parlaments einberufen. Er gehörte offensichtlich zur Opposition gegen den schwachen König Richard II., denn er schloss sich sofort dem 1398 nach Frankreich verbannten Henry Bolingbroke, Duke of Lancaster, dem späteren König Heinrich IV., an, als dieser im Juli 1399 nach England übersetzte und bei Ravenspur in Yorkshire landete.
Willoughby war auch bei der erzwungenen Abdankung Richards II. im Tower of London am 29. September anwesend und stimmte der Einkerkerung Richards II. am 22. Oktober 1399 zu. Zudem stimmte er im Parlament im Januar 1400 für den Einzug der Güter der Earl of Kent, Huntingdon und Salisbury, die zu den Anhängern Richards gehört hatten.
Er beteiligte sich an den Kriegszügen Heinrichs IV. So zog er im August 1400 mit ihm nach Schottland. Er war zugegen bei den Verhandlungen mit Owain Glyndŵr über das Lösegeld für Reginald Grey, 3. Baron Grey de Ruthin und unterstützte Heinrich bei der Niederschlagung der Rebellion der Percy-Familie und der nordenglischen Adligen 1403. Schon 1401 hatte Heinrich IV. ihn für seine Dienste als Knight Companion des Hosenbandordens ausgezeichnet. Am 21. Februar 1403 war Willoughby Mitglied der Kommission, die die Ausweisungen der Ausländer aus dem Königreich untersuchen sollten. Er war Rat beim Prozess gegen den Erzbischof von York, Richard le Scrope. Am 7. Juni und am 22. Dezember 1406 gehörte er zu den weltlichen Lords, die die Sukzessionsgesetze siegelten.